# Bund Deutscher Landschaftsarchitekten
Der Bund Deutscher Landschaftsarchitekten (BDLA) ist der Berufsverband deutscher Landschaftsarchitekten.
Es gibt rund 1300 Mitglieder, darunter ca. 800 freischaffende Landschaftsarchitekten. Neben dem bdla-Bundesverband gibt es in Deutschland die 13 bdla-Landesgruppen, deren Kompetenzen sich auf die jeweiligen Bundesländer beziehen.
Der bdla versteht sich als Sprachrohr für selbständige, angestellte und beamtete Landschaftsarchitekten und den beruflichen Nachwuchs.
Er betreibt Öffentlichkeitsarbeit für die Profession und vertritt ihre Interessen und Positionen gegenüber Politik, Verwaltung und Wirtschaft. Neben Aus- und Fortbildung geht es auf Bundes- und Länderebene um die Sicherung und Erweiterung der Aufgabenfelder von Landschaftsarchitekten.
International ist der Verband aktiv in der International Federation of Landscape Architects (IFLA) und in der IFLA Europe (Europaregion der IFLA; früher EFLA).

## Geschichte
Der Verband wurde am 29. Oktober 1913 in Frankfurt am Main als Bund Deutscher Gartenarchitekten (BDGA) gegründet. Weitere Eckdaten:
- 29. Oktober 1913: Gründung des Bundes Deutscher Gartenarchitekten
- 19. Juni 1948: Wiederbegründung des Bundes Deutscher Gartenarchitekten in Hannover, 80 Teilnehmer aus allen vier Besatzungszonen
- 1954: Aufnahme des BDGA in die International Federation of Landscape Architecture, Bildung von Ausschüssen im BDGA u. a. Wettbewerbe, Nachwuchspflege, Gebührenordnungsausschuss, Presse und Werbung, Wirtschaftspolitik und wissenschaftliche Fragen; Ansiedlung einer Bundesgeschäftsstelle in Bonn
- 25./26. Januar 1972: Umbenennung in Bund Deutscher Landschafts-Architekten (bdla)
- 13. Februar 1990: Gründungsmitglied der European Foundation for Landscape Architecture EFLA
- 25. Oktober 1996: Umzug der Bundesgeschäftsstelle von Bonn nach Berlin in das Deutsche Architekturzentrum

## Organisation

### Präsidium
Das Präsidium leitet die Geschicke des Verbandes nach Maßgabe der Satzung und der Beschlüsse des Beirats als höchstem Entscheidungsgremium des bdla. Die Mitglieder des Präsidiums und insbesondere der Präsident/die Präsidentin vertreten den Verband nach innen wie nach außen. Präsident des Verbandes ist Prof. Stephan Lenzen (Bonn).

### Bundesverband
Der Bundesverband vertritt die Interessen der Mitglieder auf nationaler und europäischer Ebene. Er unterhält enge Kontakte u. a. zur Bundesarchitektenkammer, zu Planer-, Ingenieur- und Naturschutzverbänden, zu den Fraktionen des Deutschen Bundestages und einzelnen Abgeordneten. Ziel dieser Fach- und Lobbyarbeit ist es, die Belange der Landschaftsarchitekten in Politik und Verwaltung, insbesondere in laufende Gesetzgebungsverfahren einzubringen. Des Weiteren führt der Bundesverband Fach- und Fortbildungsveranstaltungen durch, sowohl zu Fragen der Planung und Gestaltung, zu Bautechnik und -management, als auch zu aktuellen Entwicklungen und Rechtsfragen.
Zugleich ist der Bundesverband mit seiner Geschäftsstelle im Deutschen Architektur Zentrum in Berlin Ansprechpartner für Mitglieder und Fachöffentlichkeit, für Bauherren und Auftraggeber. Er ist als eingetragener Verein organisiert.

### Landesgruppen
Der gegenseitige Austausch zu Fachthemen, die Unterstützung von Kollegen untereinander und die gemeinsame Auseinandersetzung mit dem beruflichen Alltag sind die Säulen der Verbandsarbeit in den 13 Landesgruppen. Die Landesgruppen sind in der Regel dem jeweiligen Bundesland zugeordnet. Ausnahmen bilden die zusammengeschlossenen Landesgruppen in Berlin/Brandenburg, Niedersachsen/Bremen und Rheinland-Pfalz/Saarland.

### Fachsprecher
Die Fachsprecher vertreten berufsständische Positionen nach innen wie nach außen. Sie sind die Experten und Ansprechpartner für bestimmte Fachthemen und wirken für den bdla in verschiedenen Gremien und Arbeitskreisen mit, z. B. bei Ministerien, Kammern und Verbänden. Ihre Arbeit wird z. T. von entsprechenden Arbeitskreisen des bdla unterstützt.

### Arbeitskreise
Zur Diskussion wurden bundesweite Arbeitskreise eingerichtet, die sich aus Experten für das jeweilige Sachgebiet zusammensetzen. Die Mitglieder dieser Arbeitskreise werden von den Landesgruppen gewählt und gestellt. Es gibt die Arbeitskreise Ausbildungswesen, Landschaftsplanung, Öffentlichkeitsarbeit und Städtebauliche Planung.

### Fachpositionen
Der Verein nimmt zu aktuellen fachlichen Diskussionen und Entwicklungen Stellung und veröffentlicht Beiträge dazu. Themenschwerpunkte sind: Aus- und Fortbildung, Berufsbild,  Deutscher Landschaftsarchitektur-Preis, Europa und Internationales,  Freiraumplanung und Gartenkunst, Gartenschauen, Landschaftsplanung und Naturschutz, Naturschutz-, Bau- und Planungsrecht, Öffentlichkeitsarbeit, Ökonomie, Honorar- und Vertragswesen, Sportstättenplanung und Wettbewerbswesen.

## Veranstaltungen
Der Verein bietet bundesweit Fach- und Weiterbildungsveranstaltungen an. Das Angebot reicht von bautechnischen Fragen über umwelt- und naturschutzrechtliche Themen bis hin zu den Themen Baukultur, Gartenkunst und Freiraumgestaltung.
Jährlich wiederkehrende Veranstaltungen sind z. B. das Planerforum, eine Exkursionsveranstaltung, die jedes Jahr in einer anderen Stadt stattfindet, oder die Bauleitergespräche, eine fachliche Tagung.

## Deutscher Landschaftsarchitektur-Preis
Im Rhythmus von zwei Jahren lobt der bdla einen Wettbewerb zum Deutschen Landschaftsarchitektur-Preis aus. Mit dem Preis werden beispielhafte Projekte und deren Verfasser ausgezeichnet. Gegenstand ist eine zeitgemäße sozial und ökologisch orientierte Freiraum- und Landschaftsplanung. Gewürdigt werden herausragende Planungsleistungen, die ästhetisch anspruchsvolle und innovative Lösungen aufweisen. Seit 2002 werden die preisgekrönten Projekte aus jedem Jahr in einem Buch, das der bdla herausgibt, veröffentlicht (siehe Literatur).

## Präsidenten
- Richard Schreiner (1961–1967)[3]
- Adolf Schmitt (1967–1973)
- Dieter Strube (1973–1977)[4]
- Adolf Schmitt (1977–1981)
- Arno Sighart Schmid (1983–1989)[5]
- Holger Haag (1989–1995)[6]
- Teja Trüper (1995–2001)[7]
- Adrian Hoppenstedt (2000–2006)[8]
- Andrea Gebhard (2007–2014)[9]
- Till Rehwaldt (2014–2022)
- Prof. Stephan Lenzen (seit 2022)[10]

Ehrenpräsident:
- seit 1983 Adolf Schmitt